# بییاهان
بییاهان (به اسپانیایی: Villahán) یک شهرستان در اسپانیا است که در استان پالنسیا واقع شده‌است.

## خصوصیات
بییاهان ۳۲ کیلومترمربع مساحت و ۱۲۴ نفر جمعیت دارد.